# Strass im Zillertal
Strass im Zillertal è un comune austriaco di 829 abitanti nel distretto di Schwaz, in Tirolo. Si trova all'imbocco della Zillertal.